# Rastovac Budački
Rastovac Budački es un pueblo del municipio de Krnjak, situado en el condado de Karlovac, Croacia. Según el censo de 2021, tiene una población de 12 habitantes.

## Demografía
| Gráfica de población de Rastovac Budački 1857-2021                 |
|                                                                    |
| Según los censos de población de la Oficina de Estadísticas Croata |